# TV-tidning

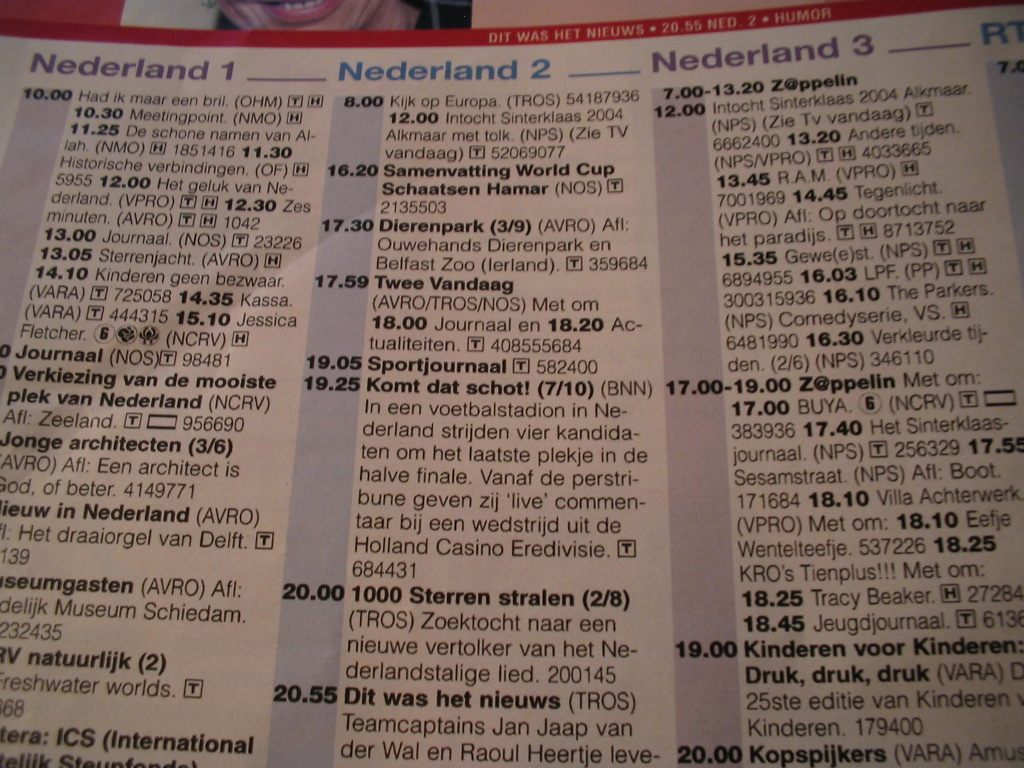
TV-tablåer i en nederländsk TV-tidning.

En TV-tidning eller TV-bilaga, även programtidning, är en tidning som huvudsakligen består av TV-tablåer. TV-tidningar brukar även innehålla radio-tablåer, filmrecensioner, nöjesartiklar och tävlingar. Många TV-tidningar utkommer veckovis som bilagor till dagstidningar och veckotidningar med samlade tablåer, ofta för den närmaste veckan.
På 2000-talet talas om att TV-tidningen kan vara på väg att försvinna i takt med att allt fler människor blir tablåoberoende.

## Sverige
Konkurrens och efterfrågan har lett till att TV-tidningarna numera ofta säljs flera dagar i veckan och utan krav på att man måste köpa huvudtidningen.
Radiotjänsts och senare Sveriges Televisions tidskrift med anor från 1929 genomgick en förändring 1957 då den fick TV-innehåll och namnet Röster i radio-TV, efter att tidigare ha varit inriktad på radio.
En TV-tidning som kort och gott hette TV tidningen (utan bindestreck), utkom första gången 27 november 1969. Den gavs ut av dåvarande Åhlén & Åkerlunds förlag. Det var i samband med att Sveriges Television startade TV2. Den blev en konkurrent till Röster i radio-TV. Tablåerna sträckte sig en vecka framåt och premiärnumret innehöll en tävling där man kunde vinna bland annat en färg-TV. Även serier som Tintin förekom i tidningen innan den lades ned 1970.
Expressen gav inledningsvis ut tv-bilagan på fredagar.
I september 1978 gav Aftonbladet ut sin första TV-bilaga på torsdagarna.
I december 2004 startade Allers TV-bilagan TVGuiden åt tidningarna Allers, Hemmets veckotidning, Allas och Året Runt. Senare började TVGuiden säljas separat som lösnummer och till prenumeranter.
Hösten 2007 började Expressen ge ut tvåveckors-tablåer en gång varannan vecka i den 196-sidor tjocka TV-bilagan TV14. Den blev ett alternativ till Expressens ordinarie TV-bilaga.
I slutet av juni 2015 skedde en regeländring som innebär att Expressen/GT/Kvällsposten och Aftonbladet nu tillåter försäljning av samtliga bilagor separat.

## USA

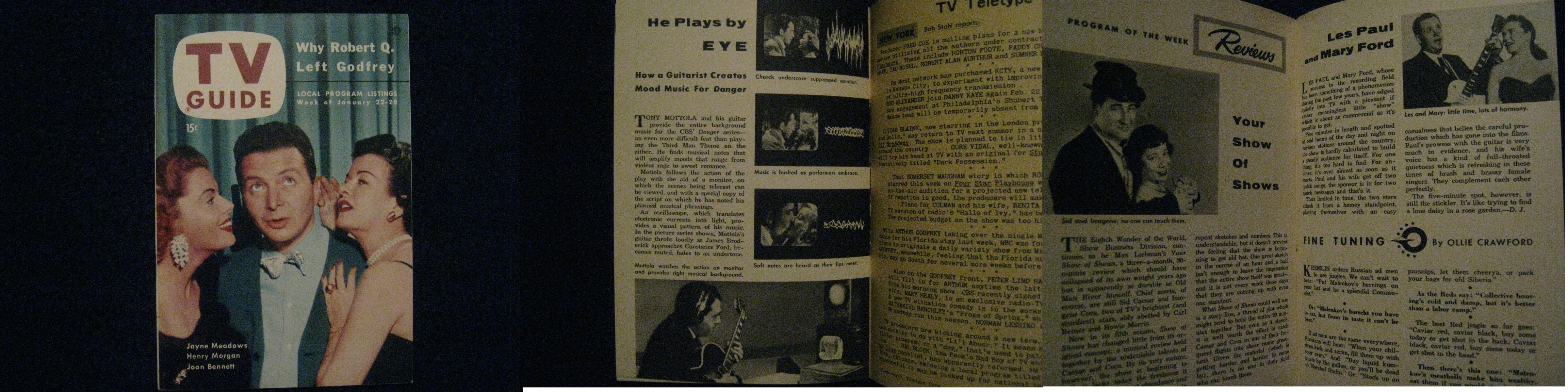
TV Guide, 22-29 januari 1954.

Den amerikanska tidningen TV Guide hade 1980 en upplaga på 20 miljoner exemplar.